# 553 Kundry
553 Kundry este un asteroid din centura principală, descoperit pe 27 decembrie 1904, de Max Wolf.